# Городницкий заказник
Городницкий заказник (укр. Городницький заказник) — ботанический заказник общегосударственного значения, расположенный на территории Новоград-Волынского района Житомирской области (Украина).
Площадь — 352 га.

## История
Заказник был создан согласно Постановлению Совета Министров УССР от 28 октября 1974 года № 500. Решением Житомирского облисполкома от 07.03.1991 года № 68 «Про підсумки інвентаризації мережі природно-заповідного фонду та доповнення переліку державних заказників» (Про итоги инвентаризации сети природно-заповедного фонда и дополнение перечня государственных заказников) изменилась площадь заказникаː увеличена на 47 га до 352 га.

## Описание
Природоохранный объект создан с целью охраны ценных природных комплексов Полесья, в частности ареала реликтового вида рододендрона жёлтого. Заказник занимает квадраты 34-36 Городницкого лесничества на территории Кленовского сельсовета — севернее села Липино.
Ближайший населённый пункт — Липино; город — Новоград-Волынский.

## Природа
Растительность представлена доминирующими дубово-сосновыми лесами (рододендроновые), а также присутствуют сосновые (чернично-зеленомохие) и дубовые (осиновые) леса. В травостое встречается краснокнижный вид пальчатокоренник Траунштейнера.